# Julian Wade
Julian Wade (ur. 14 lipca 1968) – montserracki piłkarz grający na pozycji pomocnika, reprezentant Montserratu.
Podczas eliminacji do Mistrzostw Świata 2002 Wade reprezentował Montserrat w dwóch spotkaniach (w obydwóch wchodził z ławki rezerwowych); w pierwszym z nich reprezentacja Montserratu zmierzyła się z drużyną Dominikany, jednak przegrała 0-3. W 42. minucie Wade zmienił Vladimira Farrella. W meczu rewanżowym pomiędzy Dominikaną a Montserratem, Dominikana ponownie wyszła zwycięsko (mecz zakończył się rezultatem 3-1). W 30. minucie Wade, podobnie jak w poprzednim meczu, zmienił Vladimira Farrella.